# 拉爾夫·諾瑟姆
拉爾夫·諾瑟姆（Ralph Northam，1959年9月13日—）是一名美國政客和醫生，2018年-2022年任第73屆弗吉尼亞州州長，從政前的專業為小兒神經內科醫生，1984至1992年間曾擔任美國陸軍醫療隊的少校，2014至2018年間代表民主黨當選第40屆弗吉尼亞州副州長。